# Умрюхин, Евгений Алексеевич
Евгений Алексеевич Умрюхин (род. 2 сентября 1935 года) — специалист в области нейрокибернетики, член-корреспондент РАМН (2000), член-корреспондент РАН (2014).
Главный специалист лаборатории общей физиологии функциональных систем Научно-исследовательского института нормальной физиологии имени П. К. Анохина.

## Из библиографии

### Диссертации
- Умрюхин, Евгений Алексеевич. Опыт построения технической модели механизма предвидения в работе мозга : диссертация … кандидата технических наук : 05.00.00. — Москва, 1965. — 171 с. : ил.
- Умрюхин, Евгений Алексеевич. Системный анализ интуитивного обучения человека : диссертация … доктора биологических наук : 14.00.17. — Москва, 1980. — 417 с. : ил.

### Книги
- Механизмы мозга : Информационная модель и оптимизация обучения / Умрюхин Е. А.; Рос. акад. мед. наук. Науч. — исслед. ин-т норм. физиологии им. П. К. Анохина. — М. : Горизонт, 1999. — 96 с. : ил.; 20 см; ISBN 5-88236-057-5
- Медико-биологические аспекты интеллектуальной деятельности / Е. А. Умрюхин. — М. : Изд-во МГТУ им. Н. Э. Баумана, 2004 (ППП Тип. Наука). — 317, [1] с. : ил.; 22 см. — (Педагогика в техническом университете).; ISBN 5-7038-2435-4
- Творческий интеллект в деятельности преподавателя: нейрокибернет. аспекты / Е. А. Умрюхин. — Москва : Изд-во МГТУ им. Н. Э. Баумана, 2005 (М. : Наука). — 350, [1] с. : ил.; 22 см. — (Педагогика в техническом университете).; ISBN 5-7038-2735-3
- Психофизиологические основы творческого интеллекта в деятельности преподавателя : [монография] / Е. А. Умрюхин. — Москва : Изд-во МГТУ им. Н. Э. Баумана, 2007. — 321, [1] с. : ил.; 22 см. — (Педагогика в техническом университете).; ISBN 978-5-7038-3053-6